# Miraculum: Biedronka i Czarny Kot. Film
Miraculous: Biedronka i Czarny Kot. Film (fr. Miraculous: Le film) – francuski film animowany w reżyserii Jeremy’ego Zaga, oparty na serialu Miraculum: Biedronka i Czarny Kot. Premiera we Francji była planowana na 6 sierpnia 2022 roku, lecz przesunięto ją na 5 lipca 2023 roku z powodu opóźnień produkcji. Film opowiada o początkach franczyzy. W Polsce film pojawił się 7 lipca.

## Fabuła
W Paryżu młoda Marinette i Adrien przemieniają się w bohaterów Biedronkę i Czarnego Kota. Oprócz codziennych wyzwań związanych z ich normalnym życiem, jako superbohaterowie podejmują również walkę z nowymi złoczyńcami. W tym ze swoim głównym wrogiem - Władcą Ciem, który wykorzystuje negatywne emocje zwykłych ludzi, aby siać zamęt i spustoszenie w całym mieście.

## Obsada
- Anouck Hautbois jako Marinette Dupain-Cheng/ Biedronka
- Benjamin Bollen jako Adrien Agreste/ Czarny Kot
- Lenni Kim jako on sam
- Lou Jean jako ona sama

W polskiej wersji językowej głosów dla głównych postaci użyczyli: 
- Marta Dobecka – Marinette Dupain-Cheng / Biedronka
- Maksymilian Bogumił – Adrien Agreste / Czarny Kot
- Michał Konarski – Gabriel Agreste / Władca Ciem
- Janusz Wituch - Mistrz Fu, Simon
- Agata Paszkowska – Tikki

## Muzyka
Piosenkę "Patrzcie to ja", promującą film Biedronka i Czarny Kot w Polsce, wykonali Cleo (piosenkarka) i Sebastian Machalski. Autorami słów są Agata Bornus oraz Anton Borovy.
Większość piosenek zawartych w filmie wykonuje Magdalena Wasylik. Piosenki takie jak "Biedronka to ty" czy "Moment by wstać" zyskały kilkadziesiąt tysięcy odtworzeń w niecały dzień od publikacji. 